# Iouri Spegalsky
Iouri Spegalsky (en russe : Спегальский, Юрий Павлович), né le 3 juin 1909 à Pskov et mort le 17 janvier 1969 dans la même ville, est un architecte russe réputé, restaurateur, artiste et connaisseur en matière d'architecture de la ville de Pskov.

## Biographie
Après des études préparatoires à Pskov, il entre à l'Institut supérieur des arts et des techniques de Léningrad en 1928 (ancienne académie des beaux-arts). Puis après la liquidation de cet institut il entre à l'Institut des ingénieurs de génie civil de Léningrad.
Pendant le siège de Léningrad, il prend part aux travaux de camouflage et de réparation des dômes de la cathédrale Saint-Nicolas, des flèches de l'Amirauté, du château des Ingénieurs, de la cathédrale Pierre-et-Paul.

Durant le blocus de l'hiver 1942—1943, il dessine une série intitulée « Dans Pskov au XVIIe siècle ». Ce travail lui vaut l'admiration des experts à leur exposition de 1944.

Entre 1944 et 1947, il travaille à Pskov où il participe à la restauration de l'église de l'Épiphanie et de l'Église Saint-Nicolas-du-Lieu-sec.
Il quitte Pskov en 1947. En 1950, il participe à Léningrad aux travaux de réfection du bâtiment principal de la Bibliothèque nationale russe et réalise des expertises de la colonne d'Alexandre sur la place du Palais. En 1956, il participe à l'examen des dômes de la cathédrale Saint-Isaac.
Il meurt en 1969 et est inhumé à Pskov (quartier de Zaviélitché). En 2009, la Douma de la ville de Pskov a décidé de déclarer cette année l'« Année Spegalsky ».

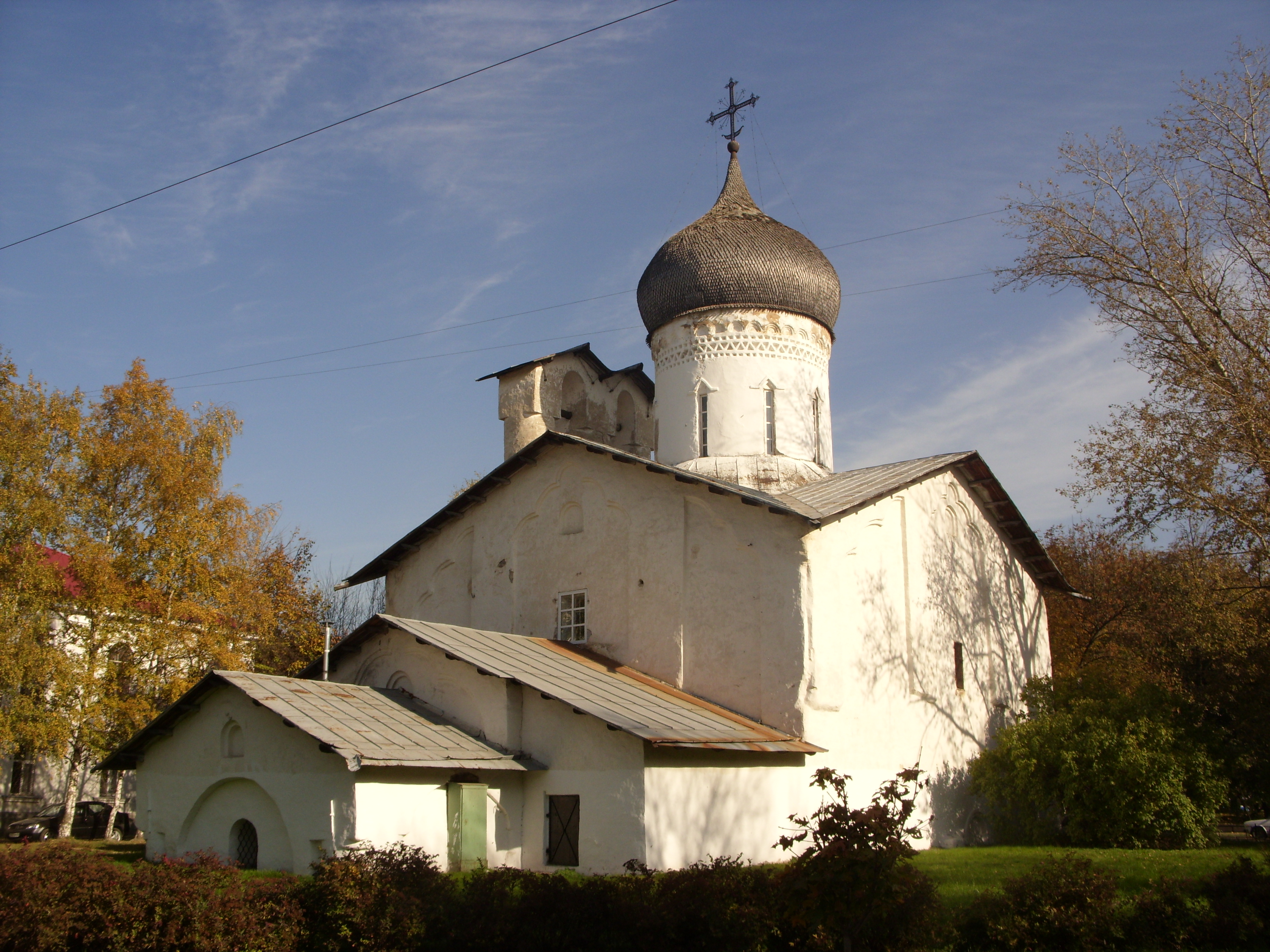
Église Saint-Nicolas-du-Lieu-sec
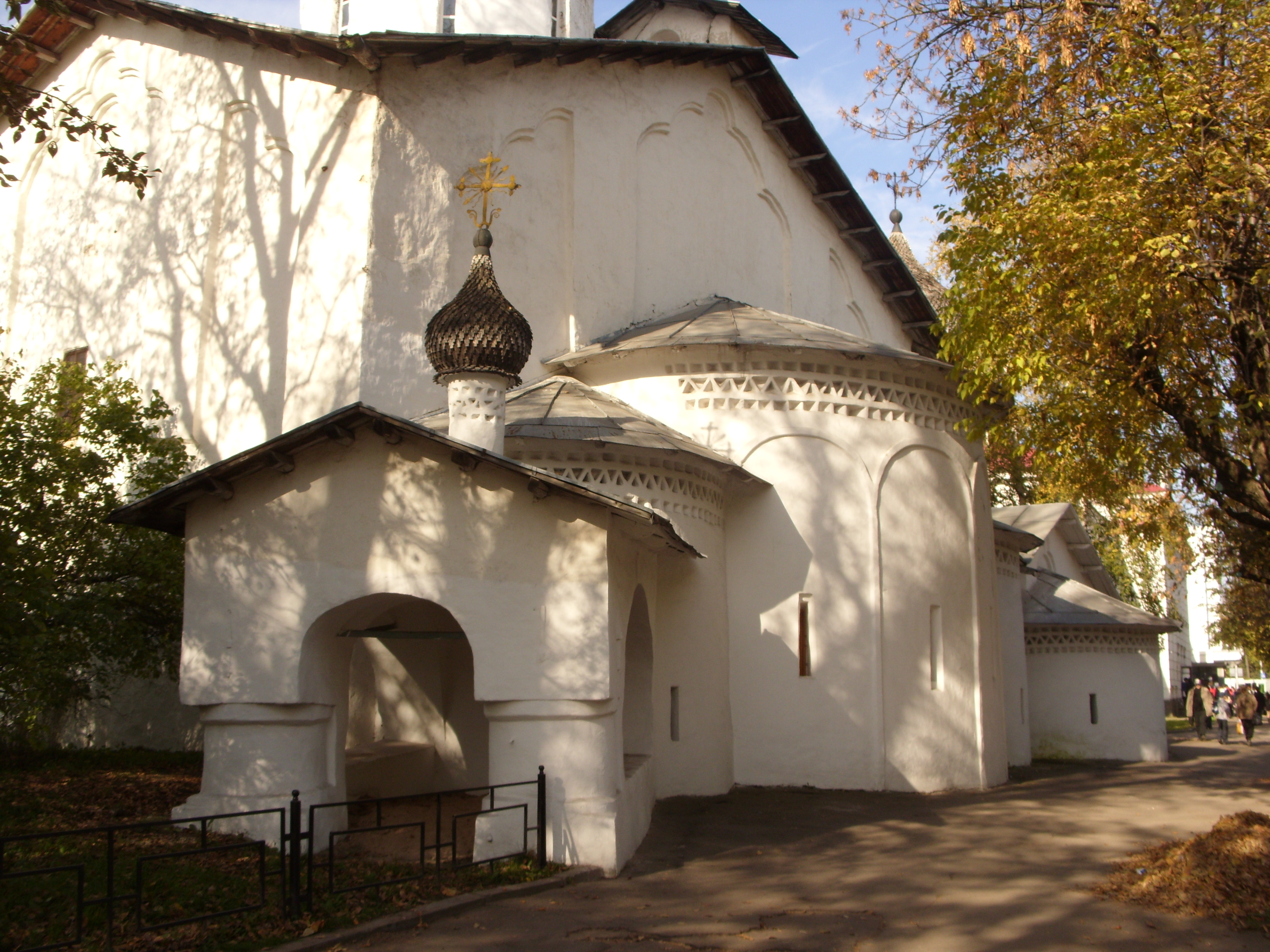
Église Saint-Nicolas-du-Lieu-sec
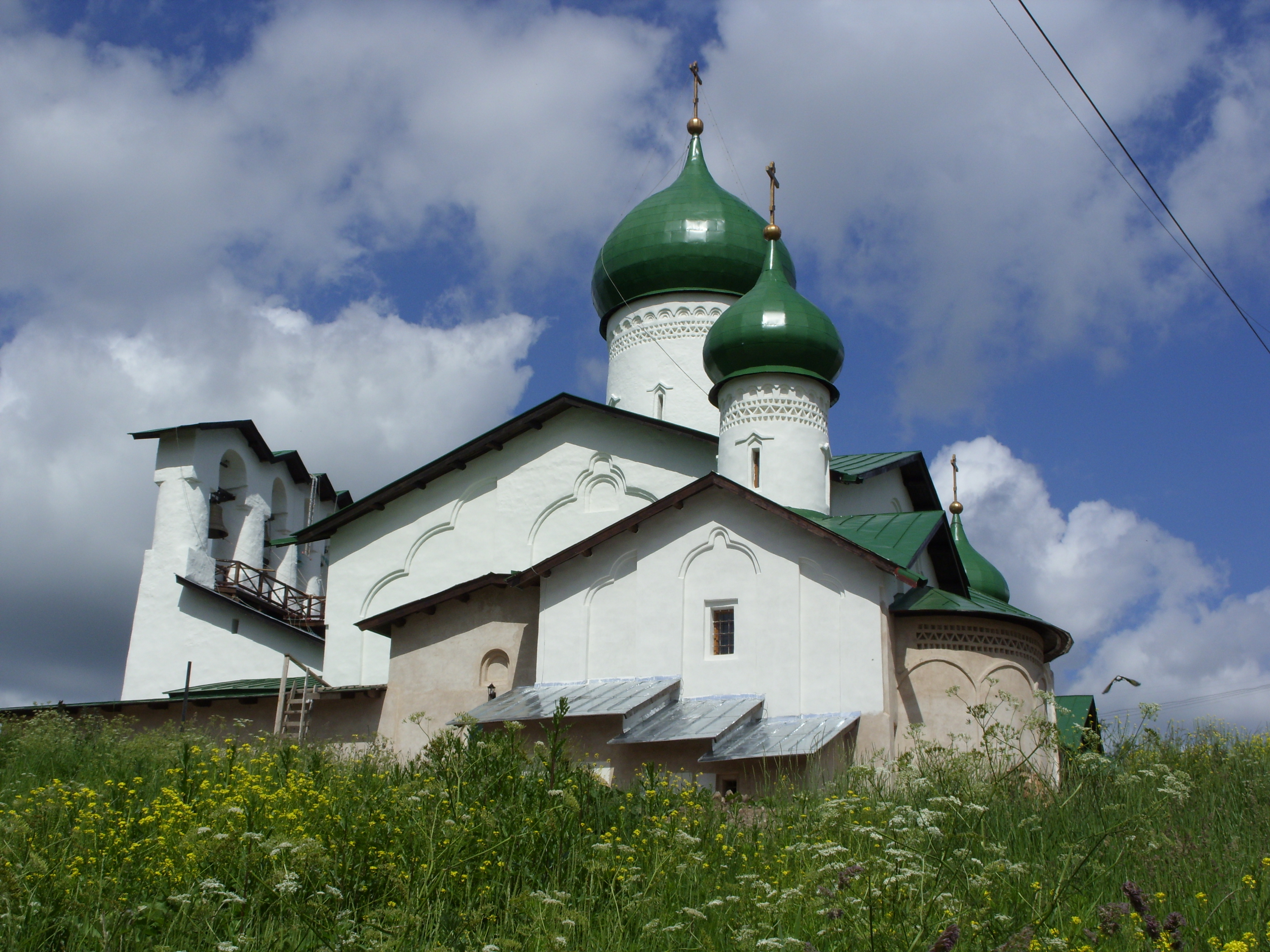
Église de l'Épiphanie (Pskov).
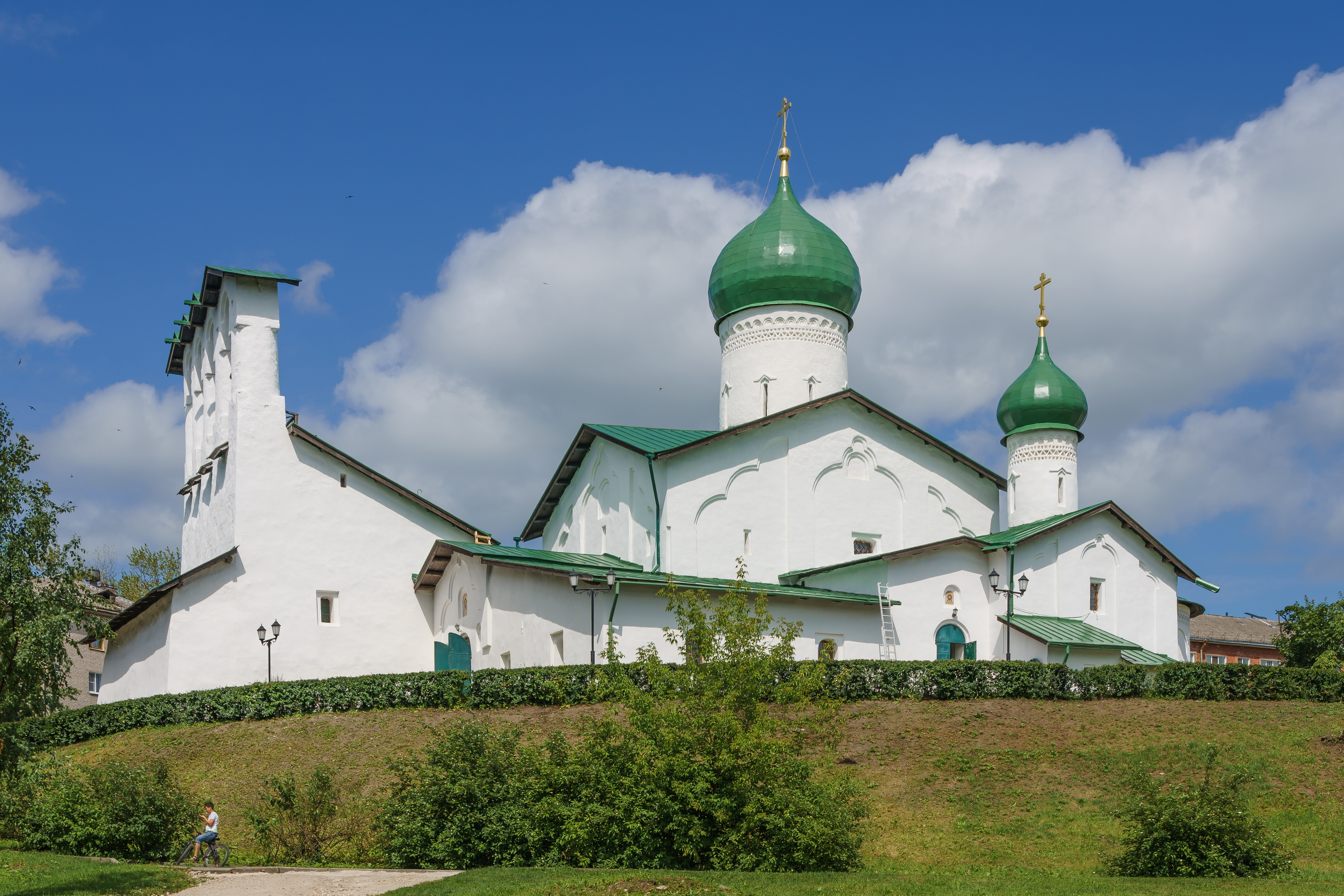
Église de l'Épiphanie (Pskov).
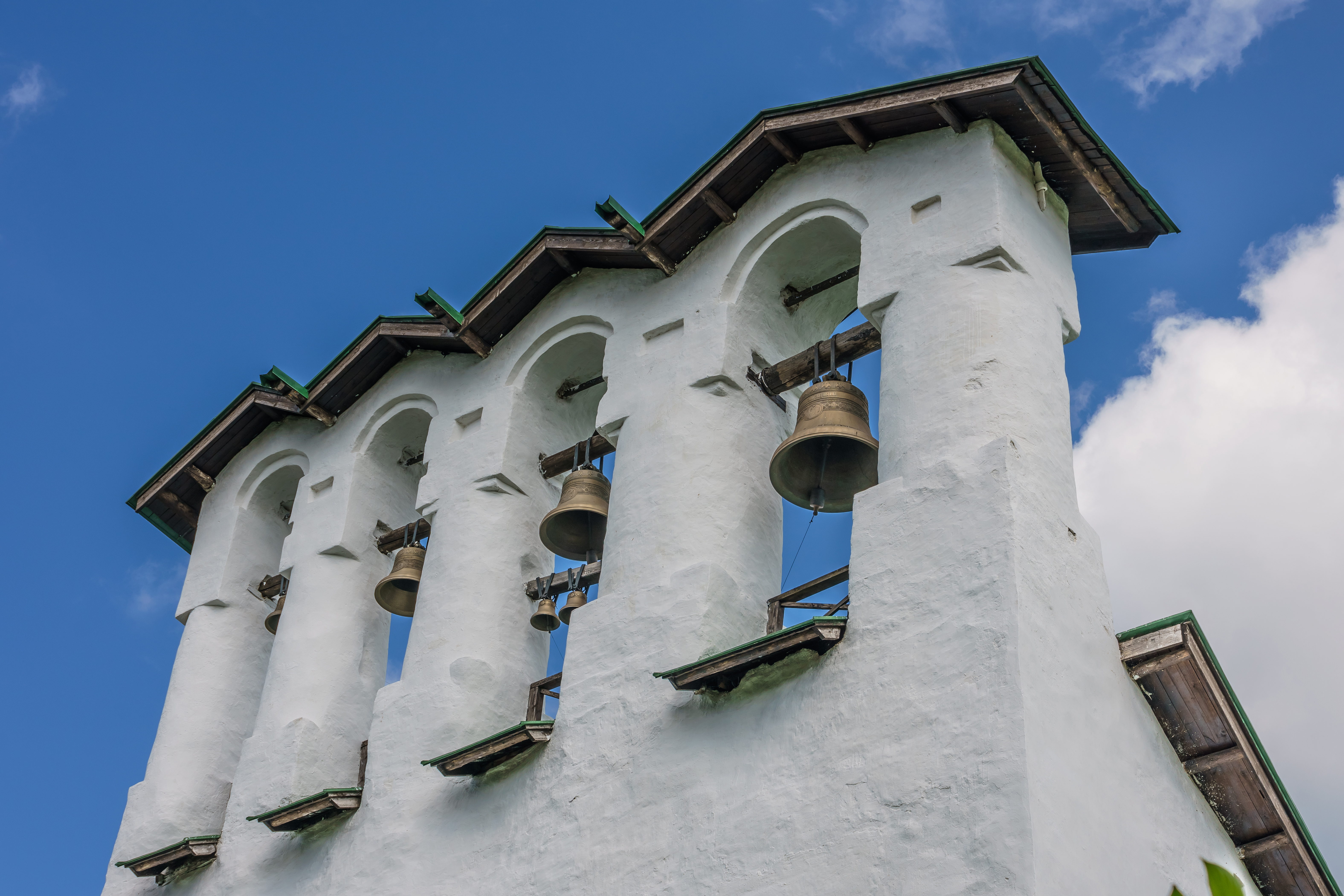
Église de l'Épiphanie (Pskov).
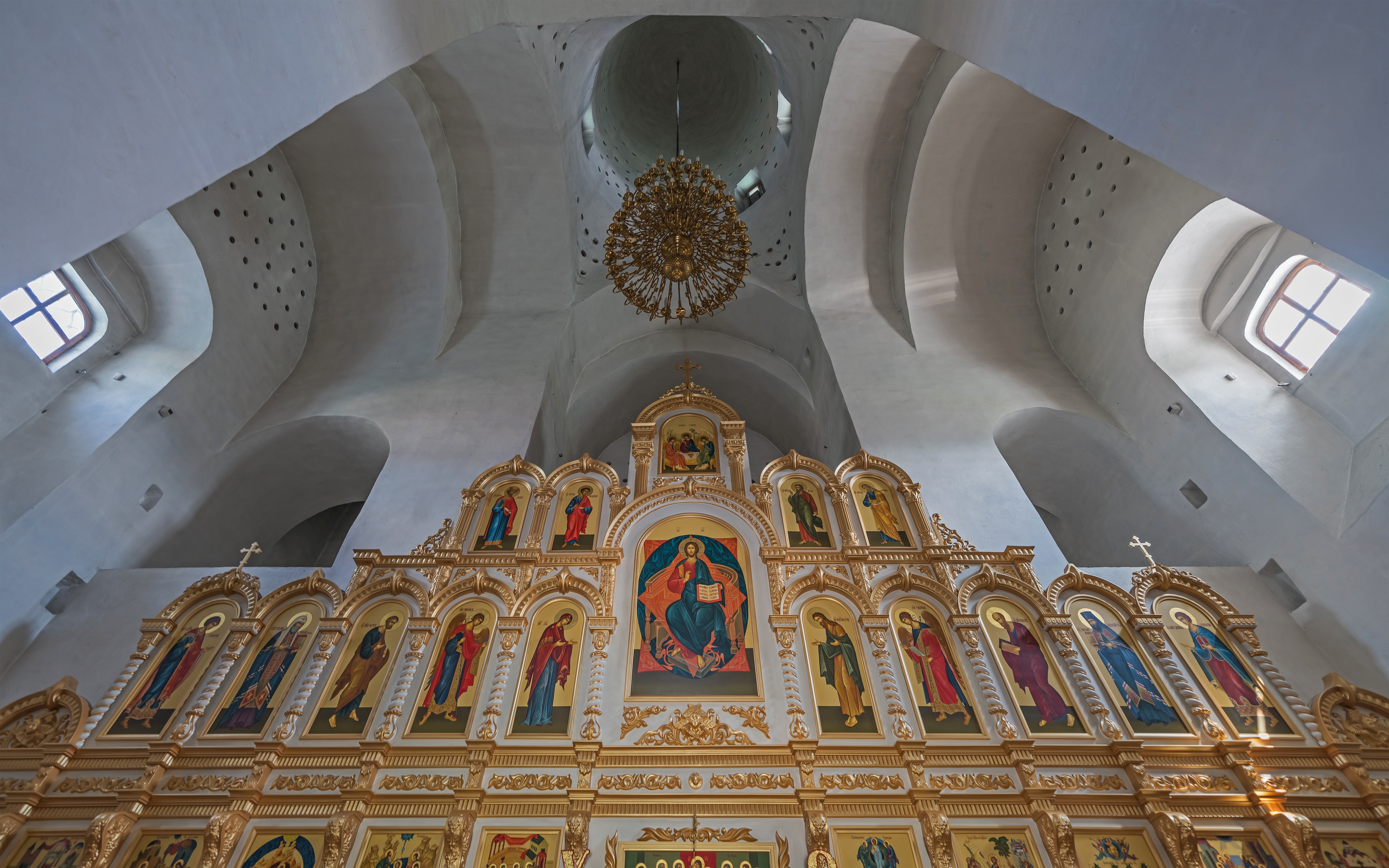
Église de l'Épiphanie (Pskov).
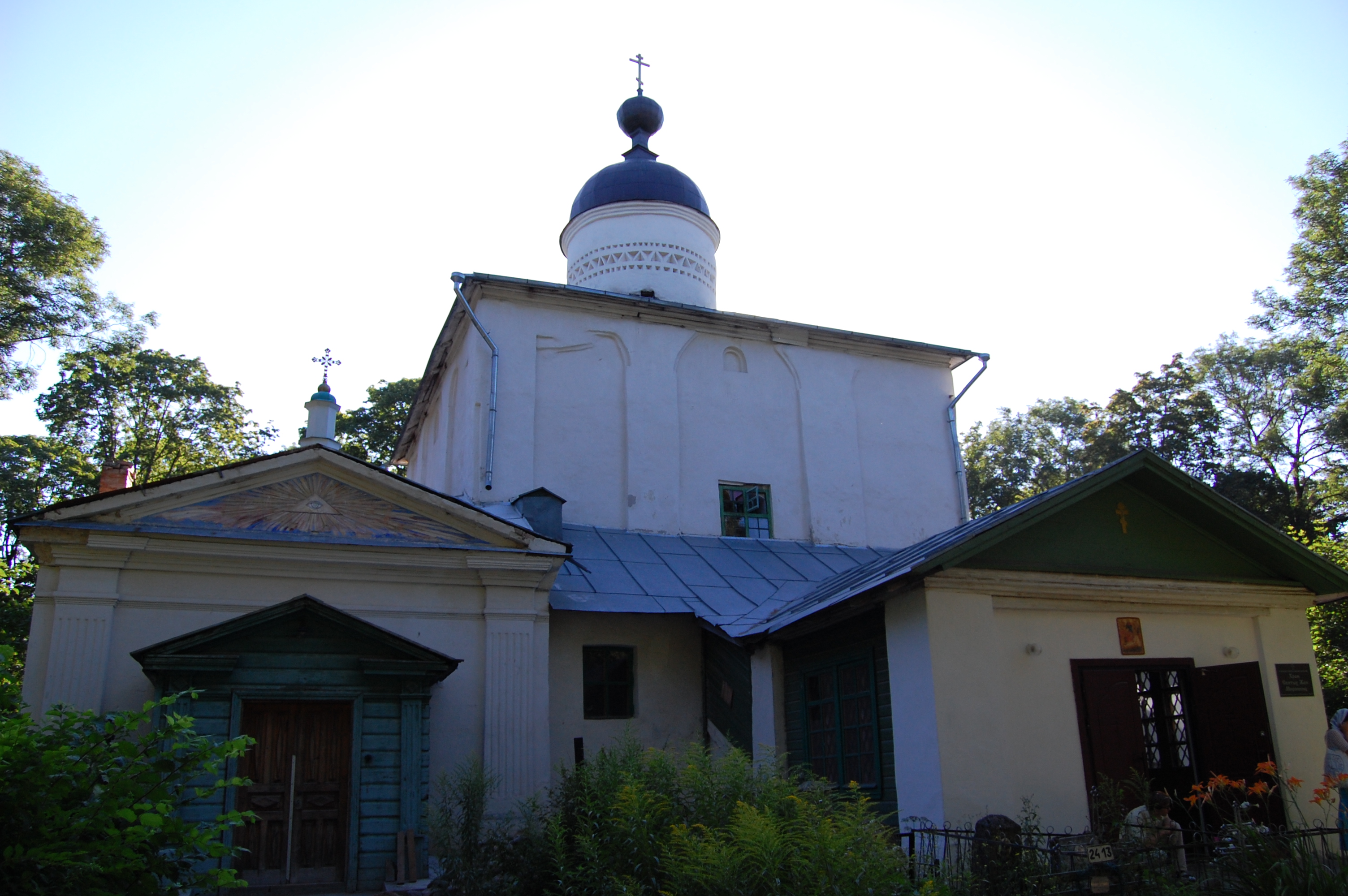
Église des Saintes-Femmes (Pskov).